# Odino (Marvel Comics)
Odino (Odin), il cui nome per esteso è Odin Borson, è un personaggio dei fumetti statunitense creato da Stan Lee (testi) e Jack Kirby (disegni), pubblicato dalla Marvel Comics. La sua prima apparizione avviene in Journey into Mystery (vol. 1) n. 86 (novembre 1962).
Ispirato all'omonimo re degli dei della mitologia norrena, Odino è il saggio, stimato e onnipotente signore di Asgard, padre di Thor e, in qualità di sovrano di un pantheon mitologico, membro del "Consiglio dei Padri del Cielo" (Council of Godheads), i quali hanno sempre ammirato la sua sapienza e rudezza guerriera, in particolare Zeus e Osiride, con cui condivide un'amicizia tanto profonda da far sì che si considerino come fratelli. Considerato il più potente tra tutti gli dei membri del Consiglio, Odino viene riverito come "Padre di Tutti" (All-Father), talvolta anche tradotto "Padre degli Dei".

## Biografia del personaggio

### Origini

Odino (in alto) e Thor, disegni di Chris Samnee

Nato agli albori dell'universo, da uno dei primi æsir, Bor, e dalla gigantessa di ghiaccio Bestla, Odino è cresciuto assieme a tre fratelli Vili, Vé e Cul. Benché la madre fosse una di loro, Odino, Vili e Vé, nutrono un forte odio per i Giganti di Ghiaccio e, un giorno, bramando di sconfiggere il gelo da cui deriva il loro potere, si recano a Muspelheim per rubare la prodigiosa Fiamma Eterna del signore dei demoni di fuoco, Surtur. Il prezzo pagato da Odino per il successo dell'impresa è tuttavia la perdita dei due fratelli, che si sacrificano per permettergli di fuggire infondendo i loro poteri e le loro anime all'interno del suo corpo, generando così la forza illimitata nota come "Potere di Odino" (Odin Force), grazie alla quale sconfigge il più potente dei Giganti di Ghiaccio, Ymir, e riunisce la sua gente creando il regno di Asgard. Successivamente Odino vendica i fratelli sigillando Surtur al centro della Terra e usandolo come "nucleo" per riscaldarla. Poco dopo, preoccupato della piega malvagia presa da Cul, Odino sacrifica il suo occhio destro a Yggdrasill in cambio della conoscenza necessaria a ostacolarlo (un'altra versione sostiene abbia sacrificato l'occhio a Mimir in cambio del sapere necessario a impedire Ragnarǫk); comprendendo la minaccia che il fratello costituisce, lo imprigiona sul fondo della fossa delle Marianne cancellandone il ricordo dalla memoria di chiunque.
Desiderando un figlio la cui forza non derivi esclusivamente da Asgard, Odino scende sulla Terra e seduce Jord (avatar di Gea, lo spirito del pianeta) dalla quale ha il suo primogenito ed erede: Thor. Dopo aver avuto un figlio anche dalla gigantessa Grid, Vidar, Odino prende in moglie Frigga, da cui ha tre figli maschi: Balder, Tyr e Hermod, e una femmina: Aldrif, rapita poco dopo la nascita e creduta morta.
Il "Padre di Tutti" ha in seguito innumerevoli avventure per tutti i Nove Mondi; particolarmente degna di nota la guerra di Jotunheim, che vede tra le prime vittime suo padre Bor il quale, colpevolizzando il figlio per non averlo soccorso, lo maledice sancendo che: "l'adozione del figlio di un re nemico lo porterà alla rovina". Poche settimane dopo, ignaro di tutto ciò, Odino uccide Laufey, il re dei Giganti di Ghiaccio, adottando suo figlio Loki, da questi rifiutato a causa delle sue ridotte dimensioni.

### L'esilio di Thor
Per stabilire chi, fra Thor e Loki, fosse degno di ereditare il trono di Asgard, Odino fa forgiare Mjolnir stabilendo che chi dei due lo avesse sollevato sarebbe stato il futuro re. Dopo che Thor riesce nell'impresa, Odino incomincia a prepararlo per ereditare il regno; tuttavia il giovane, arrogante e impulsivo, scatena un pandemonio uccidendo un gigante e spezzando tragicamente la pace sancita tra essi e Asgard dopo secoli di guerra. Comprendendo che il figlio necessiti di scoprire il valore dell'umiltà per poter veramente diventare re, Odino lo esilia su Miðgarðr (la Terra) senza ricordi né poteri sotto l'identità del gracile medico zoppo Donald Blake. Tempo dopo, quando Blake scopre la sua vera identità, è ormai divenuto umile e d'animo nobile, motivo per cui Odino ripristina la sua forma divina completa concedendogli di tornare ad Asgard, possibilità che tuttavia il figlio rifiuta poiché innamoratosi di una donna terrestre: Jane Foster. Tale relazione è causa di numerosi litigi tra padre e figlio, poiché la legge asgardiana vieta espressamente matrimoni tra dei e mortali.
A ogni modo il legame fra Thor e la Terra va ben oltre l'amore per Jane, difatti anche dopo la fine del suo rapporto con la donna, Thor rimane diviso tra Asgard e la Terra per tutta la vita. Se da un lato Odino rimprovera aspramente tutto ciò, dall'altro è consapevole che derivi dal fatto che Thor sia anche figlio di Gea (che non ha mai smesso di amare nonostante i loro ruoli di re di Asgard e spirito della Terra rendessero il loro amore impossibile) e, pertanto, la divisione di Thor tra Asgard e la Terra è un riflesso di quella dei genitori.
In qualità di protettore del regno, Odino ha combattuto per impedire diverse occasioni, ad esempio quella della coalizione di Loki, Surtur e Skagg (venendo aiutato da Thor e Balder), o quella dell'Uomo Assorbente, intenzionato ad assimilare l'intera Asgard; inoltre ha affrontato il mostro Mangog e l'invasione dei Celestiali, affrontando poi una partita a scacchi cosmica col tiranno inter-dimensionale Dormammu.

### Morte
Nel momento in cui Surtur, assetato di vendetta, scatena le sue armate sulla Terra brandendo la Spada Del Crepuscolo (arma che lo rende forte quanto Odino), il "Padre di Tutti" affronta il demone riuscendo a ucciderlo ma perdendo la vita a sua volta. Alla sua morte, il "Potere di Odino" e il trono di Asgard passano a Thor.
Quando Loki scatena Ragnarök portando Asgard verso la distruzione, lo spirito di Odino ricompare per guidare il figlio e rivelargli il motivo per cui ha fatto sì che avesse radici terrestri: in quanto non unicamente asgardiano, Thor è il solo in grado di ergersi al di sopra del fato e infrangere l'eterno ciclo di morte e rinascita cui gli dei di Asgard sono condannati dalla maledizione del Ragnarök. Successivamente Thor, riemerso dal vuoto, si prodiga per far rinascere tutti gli dei del pantheon, a eccezione di suo padre poiché, durante il suo lungo sonno, ha scoperto attraverso una visione che Odino non è morto bensì intrappolato in una sorta di limbo dove è costretto a combattere ciclicamente ogni giorno contro Surtur per impedirgli di ritornare in vita. Sebbene Thor si offra di prendere il suo posto, Odino rifiuta in quanto ritiene che il figlio sia destinato a essere un ottimo sovrano.

### Ritorno
Tempo dopo tuttavia, quando Asgard viene invasa dai Mangiatori di Mondi in seguito al suo spostamento sulla Terra, Odino viene riportato in vita da Thor affinché lo aiuti ad affrontare la minaccia ed evitare il diffondersi del panico.
Tempo dopo, scoprendo che suo fratello Cul, il Serpente, è stato liberato dalla sua prigione subacquea, Odino decide di riportare tutti gli asgardiani nella loro dimensione d'origine per poter radere al suolo completamente la Terra e con essa il Serpente, tuttavia Thor lo convince invece a tentare di combatterlo equipaggiando gli eroi terrestri e asgardiani con armi realizzate da Iron Man nelle fornaci di Svartalfheim. Lo stesso Odino dona a Thor l'armatura e la spada con cui, millenni prima, aveva sconfitto Cul; impresa in cui riesce anche il Dio del Tuono sacrificando la sua stessa vita salvo poi resuscitare. Terminata la Guerra al Serpente, Odino decide di vegliare sulla tomba del fratello fino alla fine dei tempi e lascia il governo di Asgard in mano al triumvirato delle "Madri di Tutti" (All Mother), ossia Freiya, Gea e Idunn.
In seguito, Odino ritorna dall'esilio auto-impostosi in tempo per impedire uno scontro tra Thor e Angela, che si rivela essere Aldrif; figlia di Odino e Frigga creduta morta per mano degli Angeli e motivo per cui i sovrani di Asgard hanno sganciato il regno di questi ultimi da Yggdrasill. Emersa tale verità, Angela viene bandita dal Paradiso e si ricongiunge alla famiglia biologica.
Quando Thor perde la capacità di sollevare Mjollnir Odino, non volendolo lasciare in mano alla donna misteriosa che ha preso il posto del figlio, le manda contro il Distruttore; essa però lo sconfigge grazie all'aiuto del Thor originale e di varie altre divinità femminili. Infatti aveva sollevato il martello Mjollnir per sconfiggere il Distruttore.

## Poteri e abilità
In quanto re di Asgard, Odino rappresenta l'esaltazione dei poteri comuni a tutta la razza, quali forza, agilità, velocità, riflessi e resistenza sovrumani dovuti al fatto che pelle e ossa asgardiane siano all'incirca tre volte più dense di quelle di un comune essere umano. La sua longevità è quasi illimitata e non può morire se non venendo ucciso; differentemente dalla maggior parte degli asgardiani, il cui invecchiamento si arresta raggiunta la maturità, Odino, come anche Frigga si presenta come un uomo anziano seppur ancora energico. Temprato dai millenni di battaglie, Odino è, assieme a suo figlio Thor, il miglior guerriero di Asgard, nonché un eccellente leader e un finissimo stratega.
Odino è in grado di generare il cosiddetto "Potere di Odino" (Odin Force), un'energia immensa generata dalla fusione delle anime dei suoi fratelli, Vili e Ve, alla sua. Tale processo ha reso Odino tanto potente da scuotere le fondamenta dell'Universo stesso conferendogli una sorta di onnipotenza parziale: può controllare, trasformare e fondere tra loro gli elementi, fermare il tempo, teletrasportare le persone (addirittura l'intera razza umana o il regno di Asgard) in un'altra dimensione con un solo pensiero, creare illusioni o ipnotizzare e perfino generare un intero sistema solare. La potenza di Odino è tale che, scontrandosi col dio egizio Seth, ha distrutto intere galassie, fatto tremare ogni piano della realtà e rischiato di distruggere il multiverso. Odino è in grado sia di generare la vita sia di resuscitare i morti o di guarire le ferite altrui; inoltre può assorbire energia dal suolo stesso di Asgard, conferire parte dei propri poteri ad altre persone pur senza privarsene e rompere patti stretti con Mefisto in persona, ma solo riguardo alla sua gente e non con i mortali.
In battaglia Odino cavalca Sleipnir, il destriero a otto zampe, e brandisce Gungnir, una lancia forgiata in uru che non manca mai il bersaglio, è resistente quanto Mjolnir e può essere usata come conduttore per il "Potere di Odino". Solitamente si accompagna inoltre a due lupi, Geri e Freki, e usa come messaggeri i corvi Huginn e Muninn.
Il solo punto debole del "Padre di Tutti" è che, una volta all'anno, per ricaricarsi è costretto a entrare in un profondo letargo detto "Sonno di Odino" (Odinsleep); durante tale periodo, della durata di 24 ore, egli è completamente vulnerabile.

## Altre versioni

### 1602
In 1602, Wotan (altro nome di Odino nella mitologia germanica) è il sovrano del Giardino degli Æsir e padre di Thor, il quale gli chiede consiglio su come separarsi dalla sua forma mortale, Donald.

### Ultimate
Nell'universo Ultimate, Odino, come tutti gli abitanti di Asgard, è stato assassinato da una coalizione formata da Loki, i Giganti di Ghiaccio e delle armate naziste; prima però che il regno cadesse, l'onnipotente monarca sigilla Loki in una stanza senza porte e fa in modo, tramite un incantesimo, che Thor e Balder si reincarnassero in forma umana affinché un giorno possano ripristinare Asgard. Nel corso delle sue avventure con gli Ultimates, Thor, privo di memoria, prega suo padre di venire in suo aiuto, senza tuttavia venire esaudito finché Asgard non viene ripristinata con tutti i suoi abitanti che, tuttavia, vengono poi trucidati in massa dai "Figli del Domani", seguaci di Reed Richards.

## Altri media

### Cinema

Odino, interpretato da Anthony Hopkins, nel film Thor: The Dark World.

- In Thor (2011) esilia Thor sulla Terra in forma umana per dargli una lezione di umiltà e, in seguito, sprofonda nel Sonno di Odino, periodo di cui Loki approfitta per insediarsi sul trono, sebbene le sue macchinazioni vengano poi sventate dal ritorno di Thor.
- In Thor: The Dark World (2013)[57] Odino perde sua moglie Frigga a causa di un attacco degli Elfi Oscuri di Malekith finendo per perdere il controllo e agire in maniera tirannica, cosa che consente a Loki di sostituirglisi usurpando il trono e bandendo Odino sulla Terra nella sua forma umana.
- In Thor: Ragnarok (2017), Odino viene ritrovato sulla Terra da Thor e Loki, poco prima di morire: la sua dipartita provoca l'arrivo della sua malvagia figlia primogenita Hela e costringe i due figli a doversi scontrare con lei; nel corso del film, Thor ha delle visioni del padre che lo aiuteranno in situazioni critiche.

### Animazione
- Odino fa una comparsa fuori scena nel film d'animazione direct-to-video Ultimate Avengers 2.
- Il personaggio è presente nel film animato Hulk Vs. Thor e Wolverine[58].
- Odino compare in Thor: Tales of Asgard.

### Televisione
- Odino compare nel segmento dedicato a Thor di The Marvel Super Heroes.
- Odino è presente in quattro episodi di Super Hero Squad Show.
- Nella serie Avengers - I più potenti eroi della Terra, Odino è un personaggio ricorrente.
- Odino compare in un episodio di Ultimate Spider Man.
- Il personaggio è presente in un episodio della serie Avengers Assemble.
- In un episodio di Hulk e gli agenti S.M.A.S.H. compare Odino.
- Odino compare in un episodio in due parti della serie animata Guardiani della Galassia.
- Odino compare nell'anime Future Avengers.

#### Marvel Cinematic Universe
Nel franchise del Marvel Cinematic Universe, Odino è interpretato da Anthony Hopkins. In tale versione il personaggio non è onnipotente e non ha creato Asgard avendo ereditato il trono da una lunga dinastia di sovrani, inoltre, anziché del sinistro, è privo dell'occhio destro, che non si è cavato per bere alla fonte di Mimir ma ha perso in battaglia contro Laufey.
- Odino appare in What If...? (2021).

### Videogiochi
- Odino è un personaggio non giocabile in Marvel: La Grande Alleanza.
- La versione cinematografica del personaggio appare in Thor: God Of Thunder, basato sul film del 2011.
- In LEGO Marvel Super Heroes, Odino è un contenuto scaricabile.
- Odino è un personaggio non giocabile in Marvel: Avengers Alliance.
- Odino appare come personaggio giocabile nel videogioco per smartphone Marvel: Sfida dei campioni.
- Odino è un personaggio giocabile in Marvel Future Fight.
- Odino è un personaggio giocabile in LEGO Marvel's Avengers.